# Pinehill (Nouvelle-Zélande)
Pinehill est une petite banlieue de la région de East Coast Bays (en) dans le secteur d’Auckland, située dans l’Île du Nord de la Nouvelle-Zélande.

## Situation
La ville de Pinehill contient 2 centres commerciaux, l’un le long de ‘East Coast Road ‘ et l’autre, le long de ‘Greville Road’.
La banlieue n’a grandi que récemment du fait de la construction de lotissements de maisons individuelles, à la suite de la croissance rapide de la ville voisine d'Albany, qui est au nord-ouest et à l’ouest. La banlieue de Bushlands est au sud-ouest, avec celle de Rosedale au sud et Windsor Park au sud-est. La ville de Northcross est au nord avec celle de Browns Bay au nord-est et de Rothesay Bay à l’est.

## Accès
Pinehill est régulièrement desservie par les bus, qui vont à Takapuna et Auckland City.
L’Autoroute Nord d’Aukland passe à l’ouest de la banlieue.

## Population
Selon les résultats du  recensement de 2013, la ville de Pinehill a une population de 3 954 habitants, en augmentation de 1 257 personnes depuis le recensement de 2006.

## Éducation
‘Pinehill School’ et ‘Oteha Valley School’ sont des écoles contribuant au primaire (allant de l’année 1 à 6) avec un effectif de 419 élèves et  503 élèves respectivement. L’école de ‘Pinehill School’ a ouvert en 1997 et celle d’Oteha Valley School’ a ouvert en 2004.
‘’City Impact Church School’ est une école assurant tout le primaire (allant de l’année 1 à 8)  et l’école supérieure (allant de l’année 9 à 13), avec un effectif de 121 élèves et 65 élèves pour le secondaire. C’est une école privée catholique.
Toutes ces écoles sont mixtes.